# 129 Antigone
Antigone /ænˈtɪɡəniː/ (định danh hành tinh vi hình: 129 Antigone) là một tiểu hành tinh lớn ở vành đai chính. Các quan sát bằng radar cho thấy nó được cấu tạo hầu như bằng kền-sắt thuần. Ngày 5 tháng 2 năm 1873, nhà thiên văn học người Mỹ gốc Đức Christian H. F. Peters phát hiện tiểu hành tinh Antigone khi ông thực hiện quan sát tại Đài quan sát Litchfield từ Đại học Hamilton, New York và đặt tên nó theo Antigone, công chúa thành Thebes trong thần thoại Hy Lạp.
Năm 1979, căn cứ trên các dữ liệu đường cong ánh sáng, người ta giả thiết là nó có thể có một vệ tinh. Một mô hình được dựng lên từ các dữ liệu này, chỉ ra rằng "129 Antigone" có hình dạng hoàn toàn đều đặn.
Từ năm 1985, đã có 3 lần Antigone che khuất một ngôi sao, được quan sát thấy. Một che khuất sao thuận lợi vào ngày 11 tháng 4 năm 1985, được quan sát từ các địa điểm gần Pueblo, Colorado, cho phép ước tính đường kính là 113,0 ± 4,2 km.